# ناحیه پورت لوئیس
ناحیه پورت لوئیس (به لاتین: Port Louis District) یک ناحیه واقع در شمال غربی جزیره موریس است.

## خصوصیات
ناحیه پورت لوئیس ۴۲٫۷ کیلومترمربع مساحت و ۱۲۷٬۴۵۴ نفر جمعیت دارد.